# Shopping
Pour les articles homonymes, voir Shopping (homonymie).

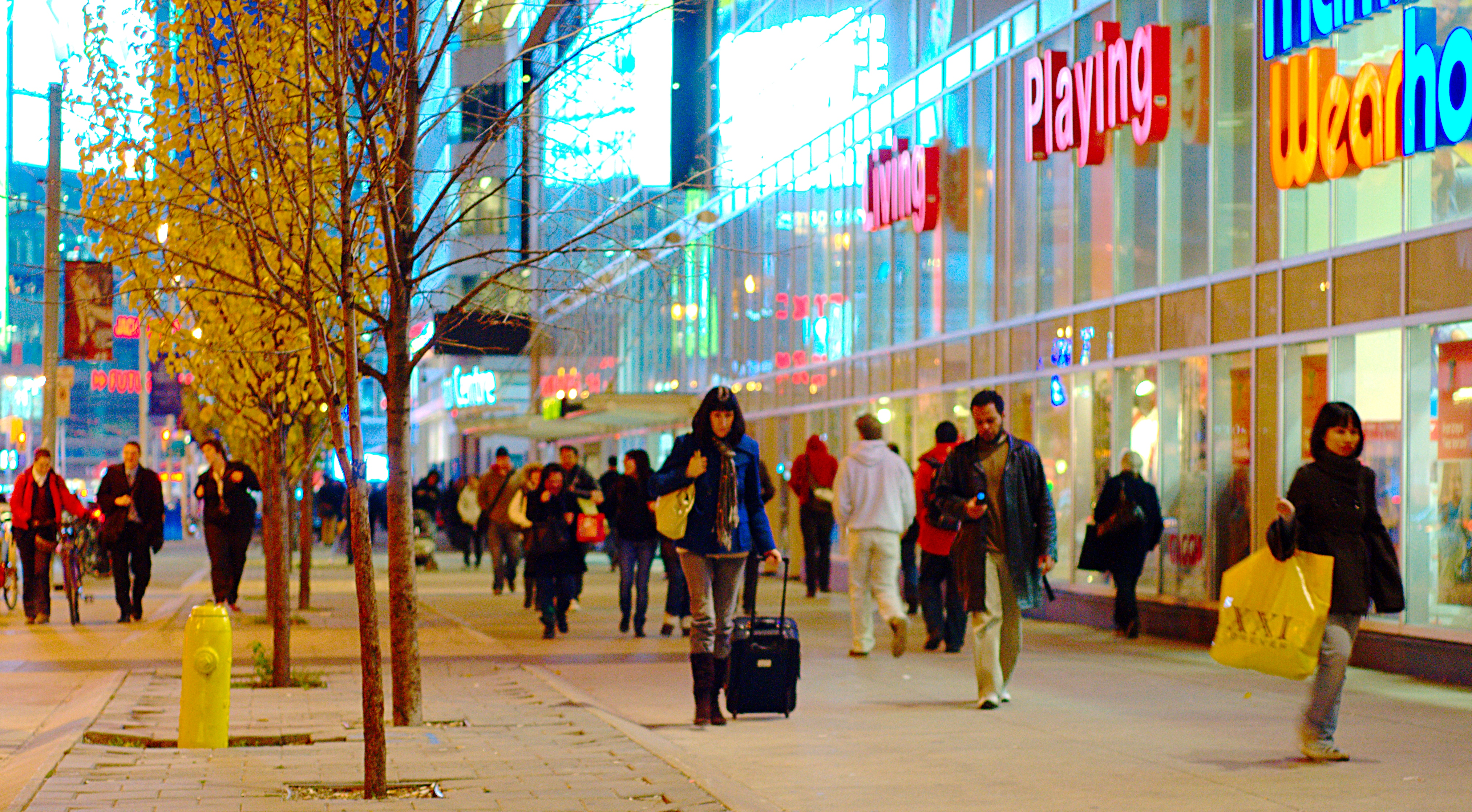
Des acheteurs (ou « shoppeurs ») sur Yonge-Dundas Square à Toronto (Décembre 2009).

Le shopping (aussi appelé magasinage au Québec et au Nouveau-Brunswick) est l'acte d’effectuer un achat de biens ou de services chez un détaillant (magasin, grande surface, site internet marchand, etc.). Le shopping est une activité de sélection et d'achat. Dans certains contextes, il est aussi considéré comme une activité de loisir. Les acheteurs font parfois de grands efforts pour attendre dans de longues queues pour acheter des produits populaires.
Le terme shopping est considéré comme un anglicisme dans certaines régions de la francophonie, comme au Québec et au Nouveau-Brunswick, où il est peu utilisé. En France, on dit indifféremment « faire les magasins », « faire du shopping » et « faire des achats ».

## Historique

### Le shopping dans les sociétés antiques
Dans la Rome antique, il y avait les marchés de Trajan avec tabernae qui ont servi en tant qu'unités de détail. Les listes de courses sont également connues pour avoir été utilisées par les Romains.

### Historique du shopping moderne

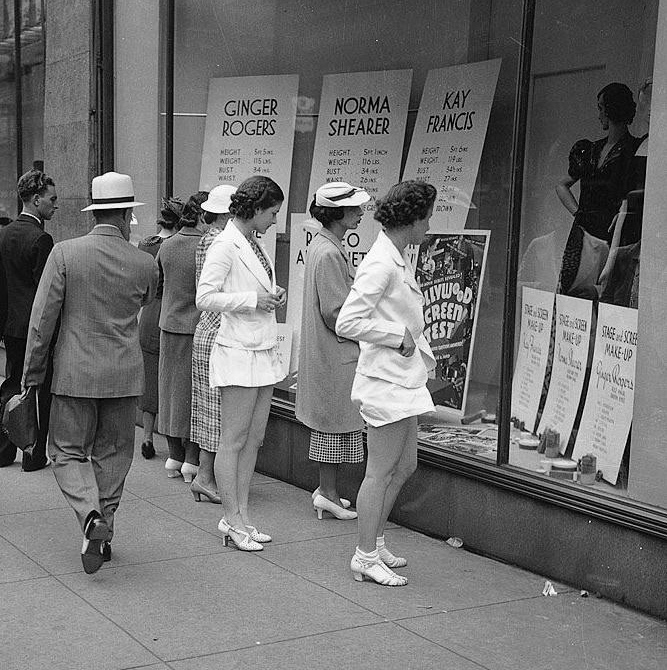
Lèche-vitrines à Toronto en 1937.

Les foires et les marchés ont une longue histoire qui a commencé quand l'homme sentait le besoin d'échanger des biens. Les gens achetaient des produits à un marché hebdomadaire dans les villes voisines. Puis les magasins ont commencé à s'établir. Des magasins se sont spécialisés, par exemple, une boulangerie, une boucherie, une épicerie. Puis les supermarchés sont apparus.
Il y a eu trois grandes phases dans le monde commercial dans les 100 dernières années :
1. Les clients étaient servis par le commerçant, qui récupéraient tous leurs biens sur leur liste de courses. Les commerces livraient la marchandise au domicile des clients.
2. Les clients peuvent choisir eux-mêmes leurs produits sur les étagères en libre-service.
3. Les clients choisissent des produits via internet. Les marchandises sont livrées à leur domicile comme dans la première phase.

### Shopping à domicile

#### Commerce en ligne
Les systèmes de livraison du courrier à domicile et la technologie moderne (comme la télévision, les téléphones et l'internet), en combinaison avec le commerce en ligne et les entreprises à consommateur en ligne, permettent aux consommateurs de faire du shopping chez eux. Il y a trois principaux types de courses à domicile : par courrier ou par téléphone à partir des catalogues ; par commande téléphonique en réponse à des annonces dans les médias imprimés et électroniques (tels que les périodiques, la télévision et la radio) et les achats en ligne. Les achats en ligne ont complètement redéfini la façon dont les gens prennent leurs décisions d'achat ; l'internet donne accès à une foule de renseignements sur un produit particulier, qui peut être regardé, évalué et comparé. Les achats en ligne permettent à l'acheteur d'économiser le temps et les dépenses, ce qui aurait été passé à se déplacer au magasin ou centre commercial.

### L'histoire du magasin au Québec
1843 : à Montréal, Henry Morgan & Company ouvre ses portes.
1890 : c’est la fin des grands magasins dans le Vieux Montréal, ils sont tranquillement déplacés sur la rue Sainte-Catherine.
1907 : loi sur l’observance du dimanche, c’est l’interdiction d’activité commerciale le dimanche.
Vers 1920 : cette période est délicate, plusieurs commerces font faillites et par conséquent il y a des rachats.
1927 : la version en français de la vente par commande postale est offerte au Québec, par T. Eaton.
Vers 1950 : Sears fait des prêts hypothécaires et offre des services immobiliers.
1960 :  Henry Morgan & Company est acheté par la Compagnie de la Baie d’Hudson (La Baie).
Entre 1961 et 1975 : les centres commerciaux sont au début 55, puis atteignent le nombre de 223.
1976 : inauguration du complexe Desjardins.
1992 : loi sur l’observance du dimanche n’a plus aucun pouvoir.

## Commerces

Les centres commerciaux, des lieux prisés pour faire du shopping.

### Zones commerciales
Les plus grandes zones commerciales peuvent être trouvées dans de nombreuses villes, appelé le centre-ville ou dans les villes arabes, le souk. Les centres commerciaux sont des collections de magasins, des regroupements de plusieurs entreprises.
Les exemples typiques incluent les centres commerciaux, les places des villes, les marchés aux puces et les bazars.

### Magasins
Les magasins sont divisées en plusieurs catégories qui vendent un ensemble sélectionné de biens ou de services. Habituellement, ils sont à plusieurs niveaux par la démographie cible basée sur le revenu disponible de l'acheteur. Ils peuvent être à plusieurs niveaux, de bon marché à cher.
Certains magasins vendent des produits de seconde main. Dans les magasins gratuits, les marchandises peuvent être prises librement. Dans les magasins d'antiquités, le public peut trouver des produits qui sont plus âgés et plus difficiles à trouver. Les personnes infortunées peuvent emprunter de l'argent à un prêteur sur gage en utilisant un objet de valeur en tant que garantie.
Différents types de magasins de détail spécialisés dans la vente de biens liés à un thème incluent les librairies, les boutiques, les magasins de bonbons, les magasins d'alcools, les boutiques de cadeaux, les quincailleries, les magasins de loisirs, les animaleries, les pharmacies, les sex shops et les supermarchés.
D'autres magasins tels que grandes surfaces, les hypermarchés, les épiceries de quartier, les grands magasins, les magasins généraux, les magasins à prix unique vendent une plus grande variété de produits non horizontalement liés les uns aux autres.

## Activité commerciale

### Règlement
Certaines entreprises ont des horaires d'ouvertures, mais d'autres sont ouvertes sans interruption. Certaines nations réglementent le fonctionnement des entreprises pour des raisons religieuses et ne permettent pas d'achats à des jours ou à des dates particulières.

## Lèche-vitrines

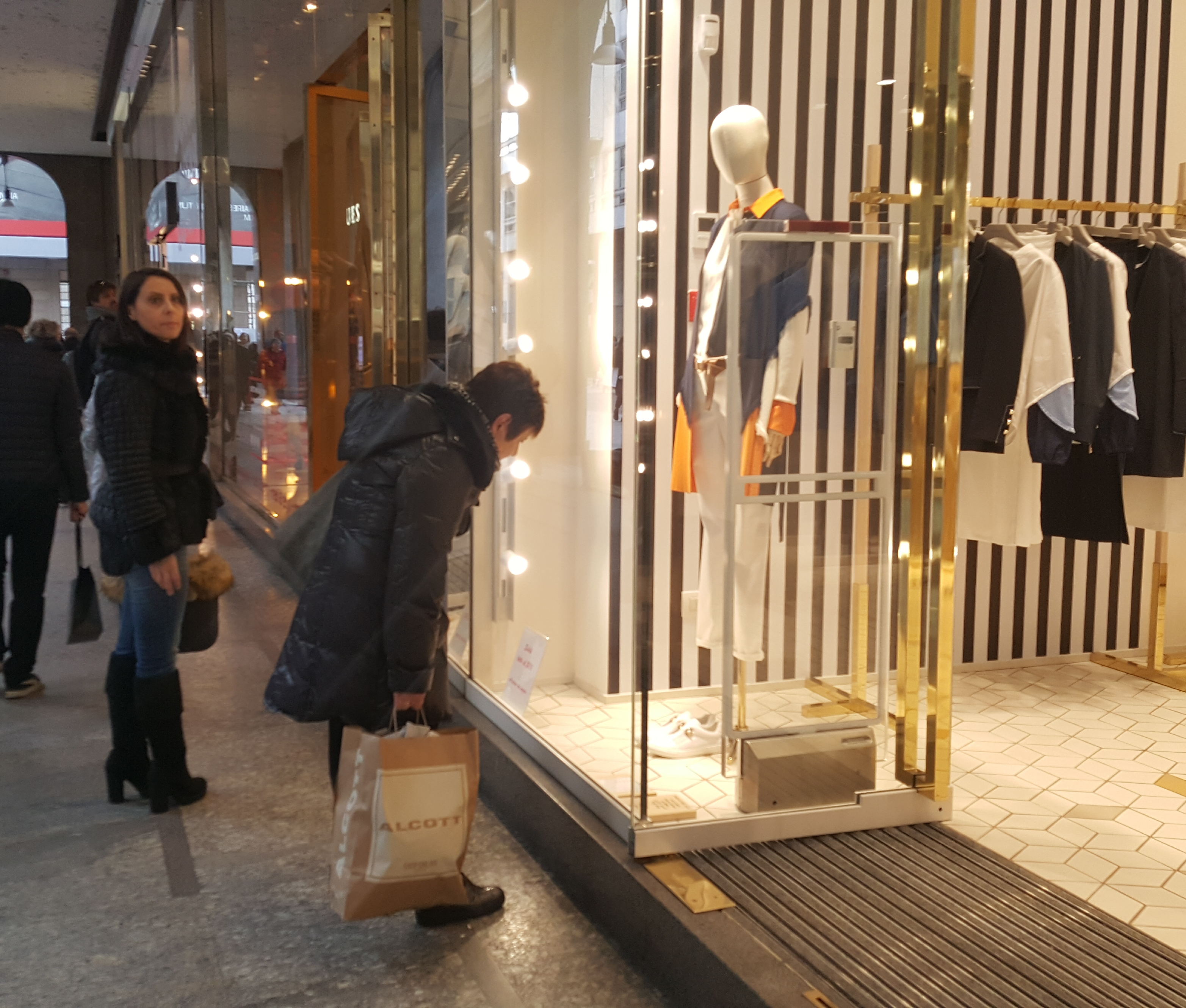
Femme faisant du lèche-vitrines.

Le lèche-vitrines est une activité connexe au magasinage dans laquelle un consommateur parcourt ou examine les marchandises des magasins sur une rue commerciale ou dans une galerie marchande comme une forme de loisir sans avoir l'intention d'acheter immédiatement ou pour obtenir des informations sur le développement d'un produit, les différences de marque ou les prix de vente.
Le développement du lèche-vitrines, comme forme de loisir, est fortement associé à l'essor des classes moyennes dans l'Europe des XVIIe siècle et XVIIIe siècle. Le vitrage était un élément central des grandes galeries marchandes qui se sont répandues dans toute l'Europe à partir de la fin du XVIIIe siècle. Se promener dans ces arcades est devenu un passe-temps populaire au XIXe sièclee pour les classes moyennes émergentes. Depuis l'avènement du commerce en ligne, les habitudes d'achat des consommateurs ont changé et le lèche-vitrine est devenu une activité moins prisé dans les commerces ayant pignon sur rue au profit de celui en ligne.